# Chloridolum nagaii
Chloridolum nagaii là một loài bọ cánh cứng trong họ Cerambycidae.